# Sylvia communis

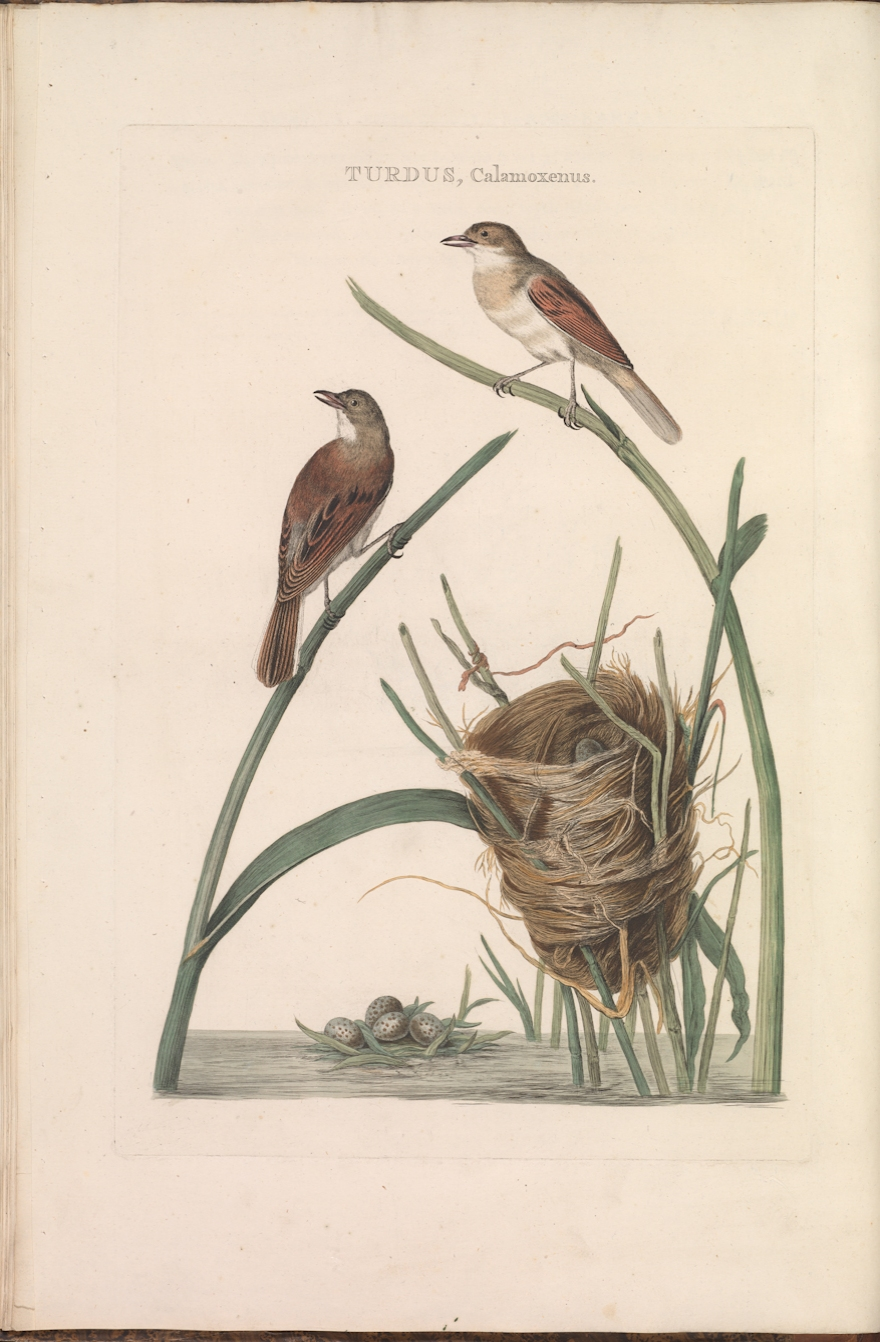
Ilustración de una curruca zarcera en Nederlandsche Vogelen (Aves de los Países Bajos), Vol. 2 (1789).

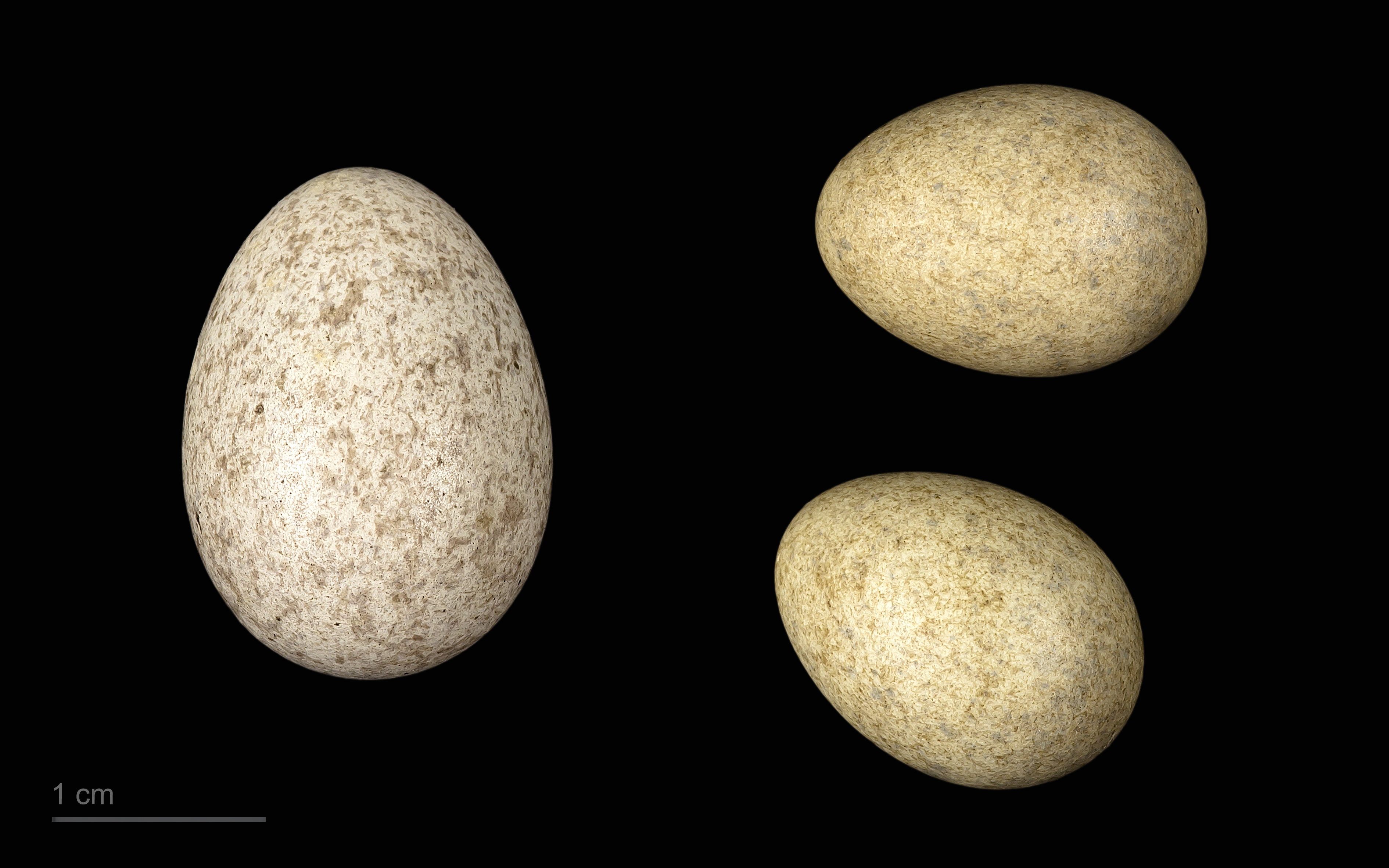
Cuculus canorus canorus en un nido de Sylvia communis - MHNT

La curruca zarcera (Curruca communis) es una especie de ave paseriforme de la familia Sylviidae.

## Descripción
La curruca zarcera presenta una longitud de 14 cm, envergadura de 22 cm, e iris castaño de 3'5 mm Ø. El plumaje pasa desapercibido, el macho posee la cabeza en un tono gris ceniza hasta debajo del ojo, con las partes superiores en pardo rojizo, con algunas plumas de las alas en color castaño, la garganta es blanca, las restantes partes inferiores grisáceas y el pecho blancuzco, ligeramente irisado de un tono marrón clarito. En esta especie la hembra es muy similar, sólo que tiene la cabeza pardusca y el pecho algo más rojizo.

## Hábitat
Se desarrolla en terrenos abiertos con arbustos bajos, es decir, en espacios abiertos cubiertos de matorral, ya que se mueve por matorral de majuelos, setos de matorral, zarzas, genistas, bojes, enebros, sabinas y brezos entre otros, donde puede ocultarse mientras sigue el curso de su vida. Localizado en linderos con arbustos y malezas, en campos de cultivo, praderas y bosquetes. Evita vivir cerca de espacios habitados, y normalmente recelan de la actividad urbana, aunque en ocasiones puede observarse en las proximidades de pueblos.

## Dieta
Son aves principalmente insectívoras, basando su dieta en pulgones, orugas, mariposas, hormigas, abejas, mosquitos y moscas, entre otros, que caza sin descanso. No obstante también puede ingerir, sobre todo en verano, cereales, las zarzamoras de las zarzas donde se ocultan, y los frutos de, por ejemplo, majuelos y endrinos.

## Distribución
- Mundial:

La curruca zarcera posee un área de cría amplia pues se extiende a casi toda Europa, exceptuando el norte y las montañas escandinavas. Se distribuye también por Asia occidental hasta el río Yenisei, con algunos núcleos en Berbería, Israel, montañas de Irán y Turquestán. Invernante en África tropical, donde se localiza a lo largo del mes de septiembre y primera quincena de octubre.
- España:

Pájaro estival en toda España. Nidificante presente en todas las comunidades autónomas peninsulares, con una mayor y más continua distribución en el tercio norte peninsular.